# Route M41
La route M41 est une route qui traverse le massif du Pamir en Asie centrale. Longue de 1 252 kilomètres, elle relie Och au Kirghizistan au nord-est à Mazar-e-Sharif en Afghanistan au sud-ouest en passant par le Tadjikistan et l’est de l’Ouzbékistan. Elle a été créée par les Soviétiques en 1932, à l'époque de Staline. Avec le col Akbaital qui passe à 4 655 mètres d'altitude, c'est une des plus hautes routes du monde.
Elle constitue un axe important car elle permet de relier, depuis Douchanbé, la région du Haut-Badakhchan et ainsi, plus à l’est, de rejoindre la Chine, le Kirghizistan, le Pakistan et l’Afghanistan. De nombreux camions chinois l’empruntent pour transporter des marchandises et approvisionner les pays voisins.
En raison de son environnement, cette route est très sollicitée et régulièrement fermée par endroits. Les causes de fermeture sont le plus souvent des chutes de pierres, la neige, les tremblements de terre, les torrents et les accidents. Elle n’est pas goudronnée sur une bonne partie de son tracé, surtout à proximité du fleuve Panj, le long de la frontière entre le Tadjikistan et l'Afghanistan en direction de Khorog.
Son état et les éléments naturels qui l’entourent rendent difficiles les échanges routiers avec les pays voisins et la traversée du Tadjikistan peut prendre plusieurs jours. Lorsque la neige tombe en abondance, cela peut affecter économiquement la région du Haut-Badakhchan.

## Galerie

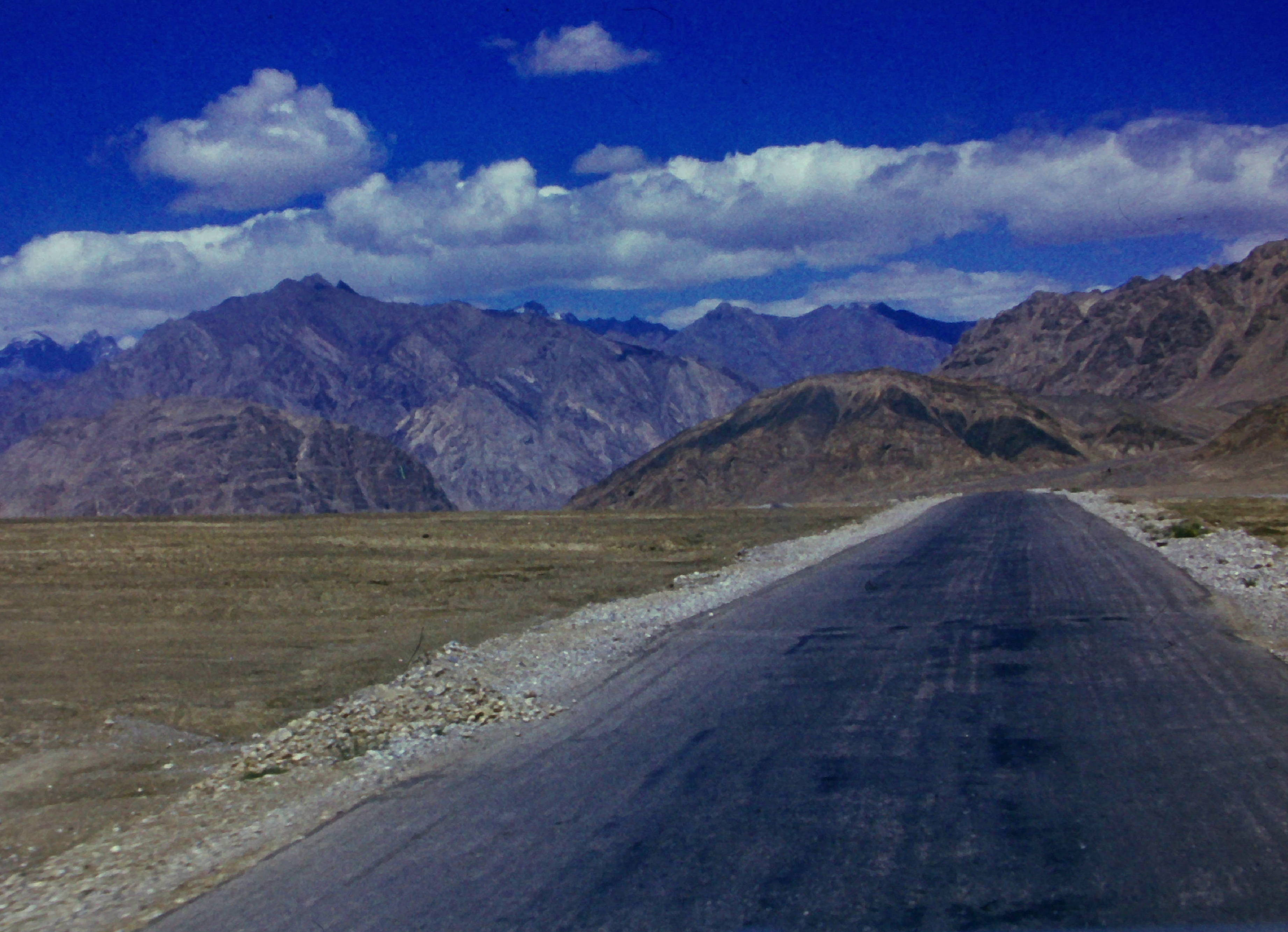
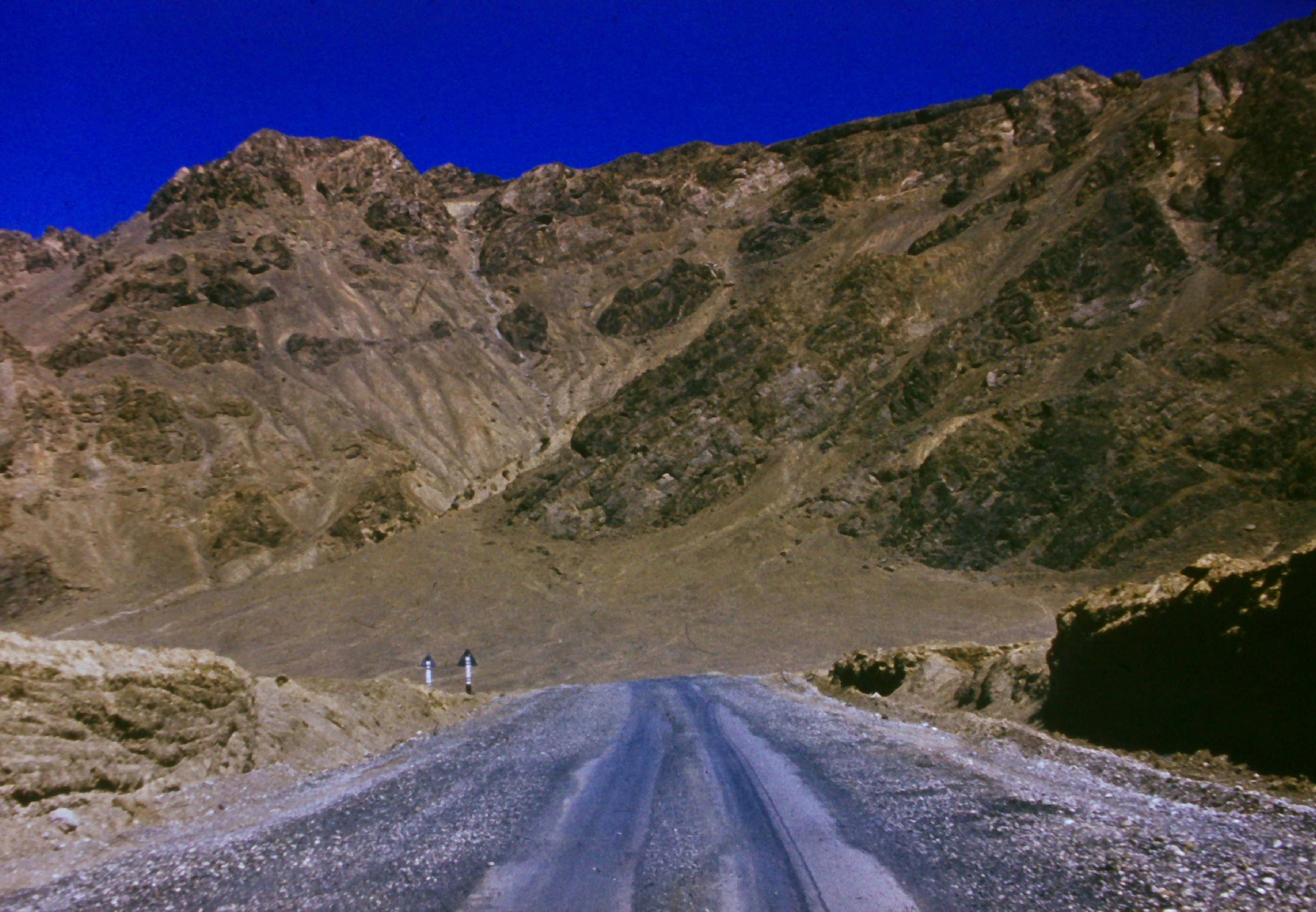
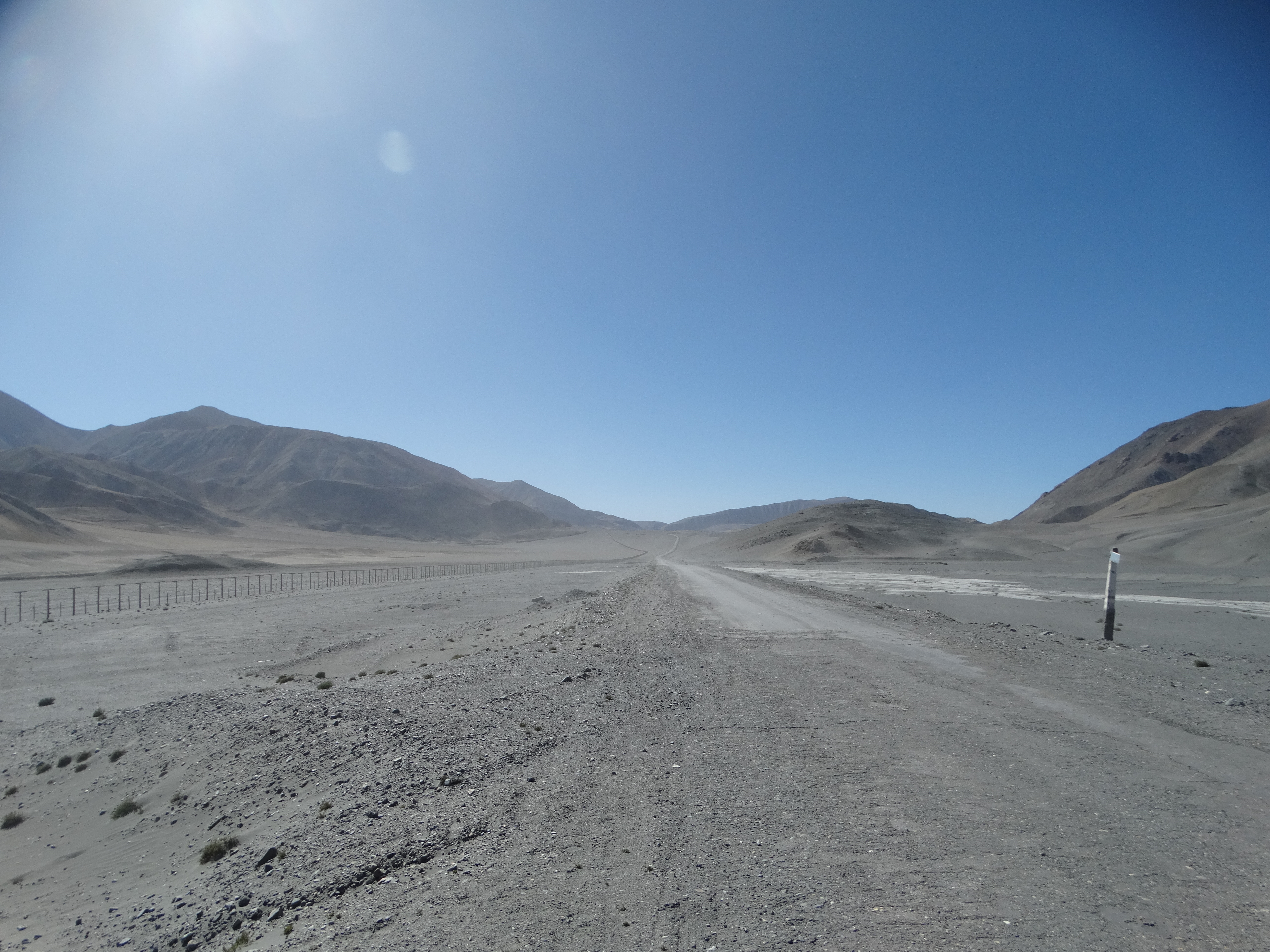
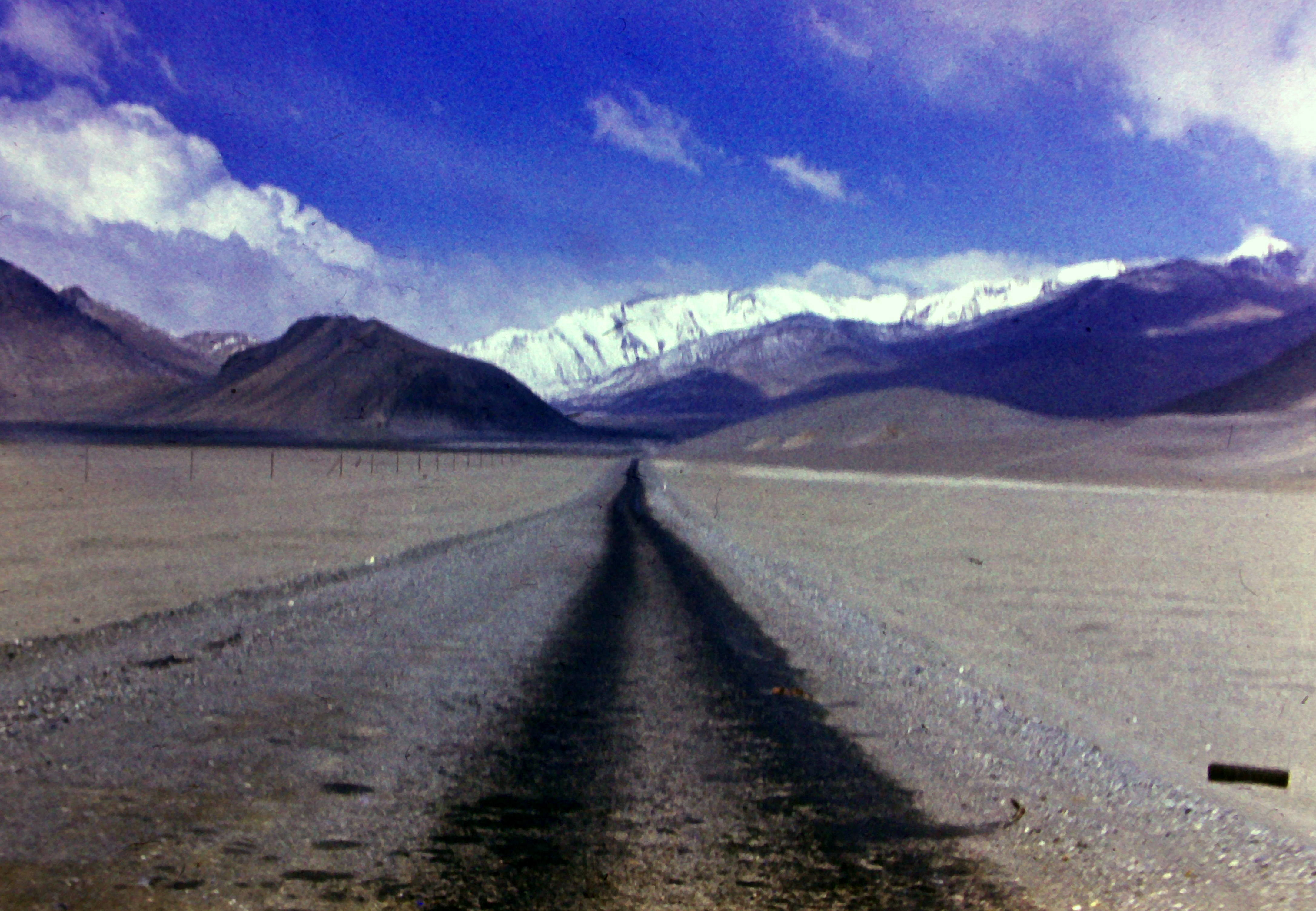
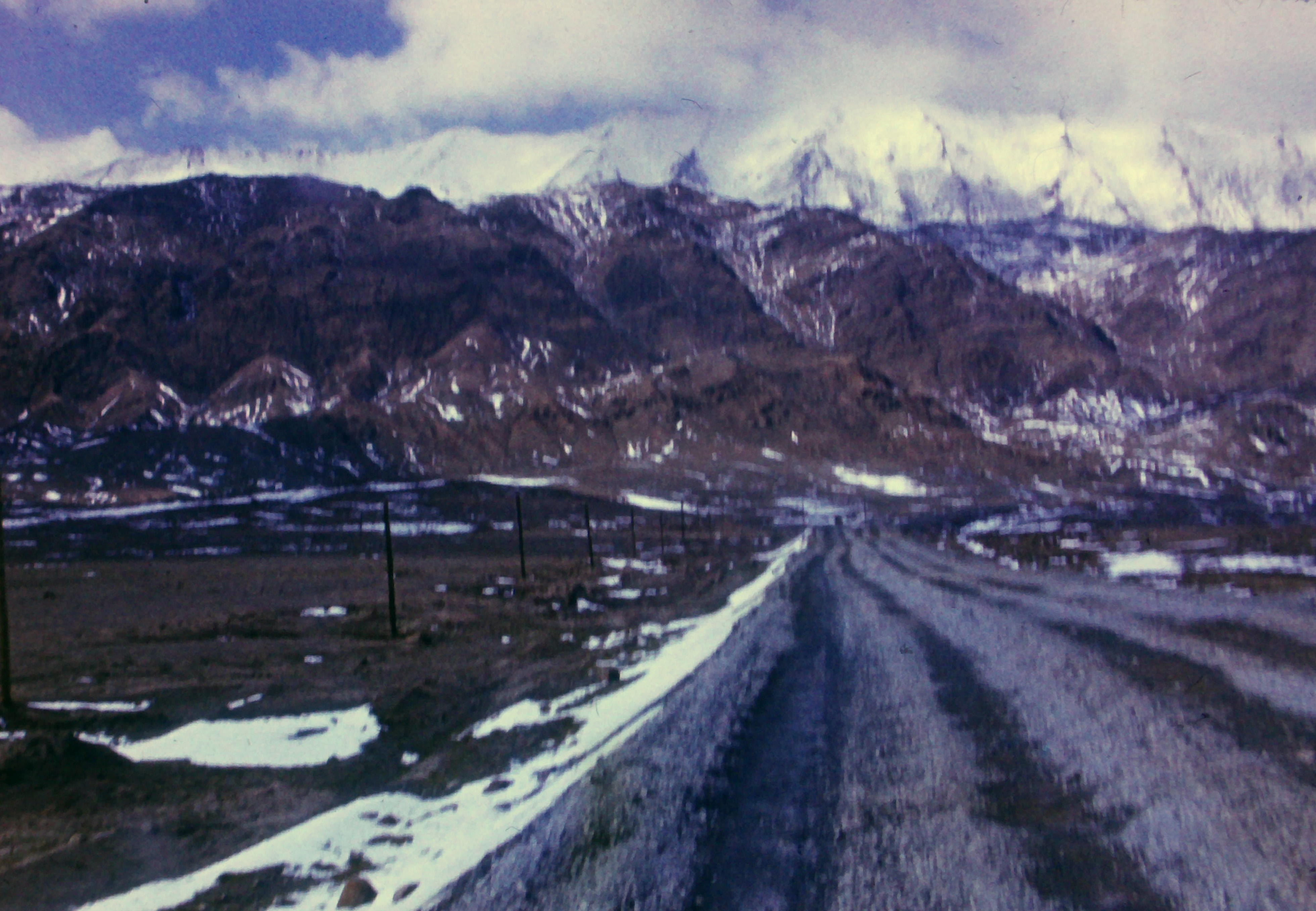
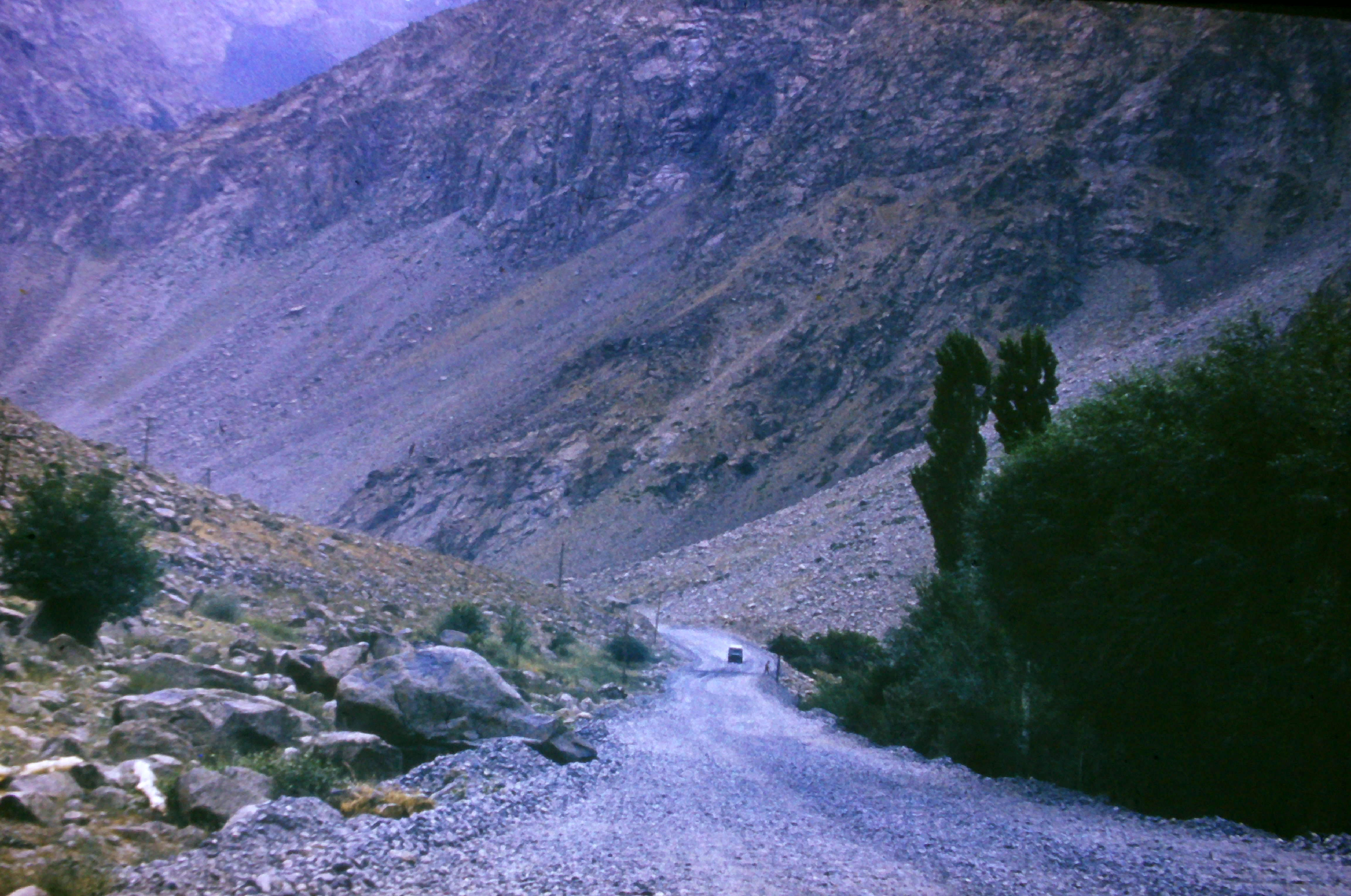
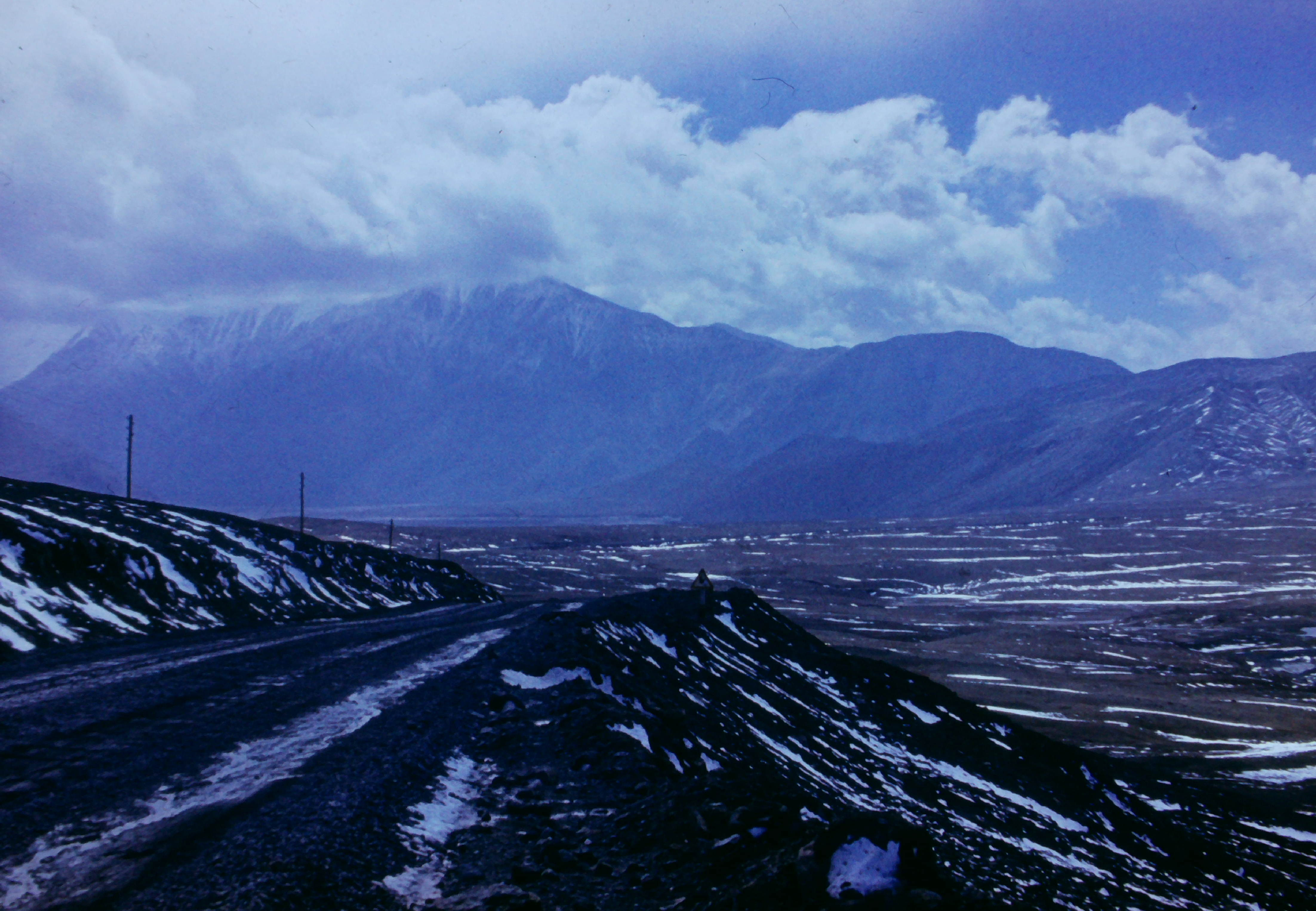
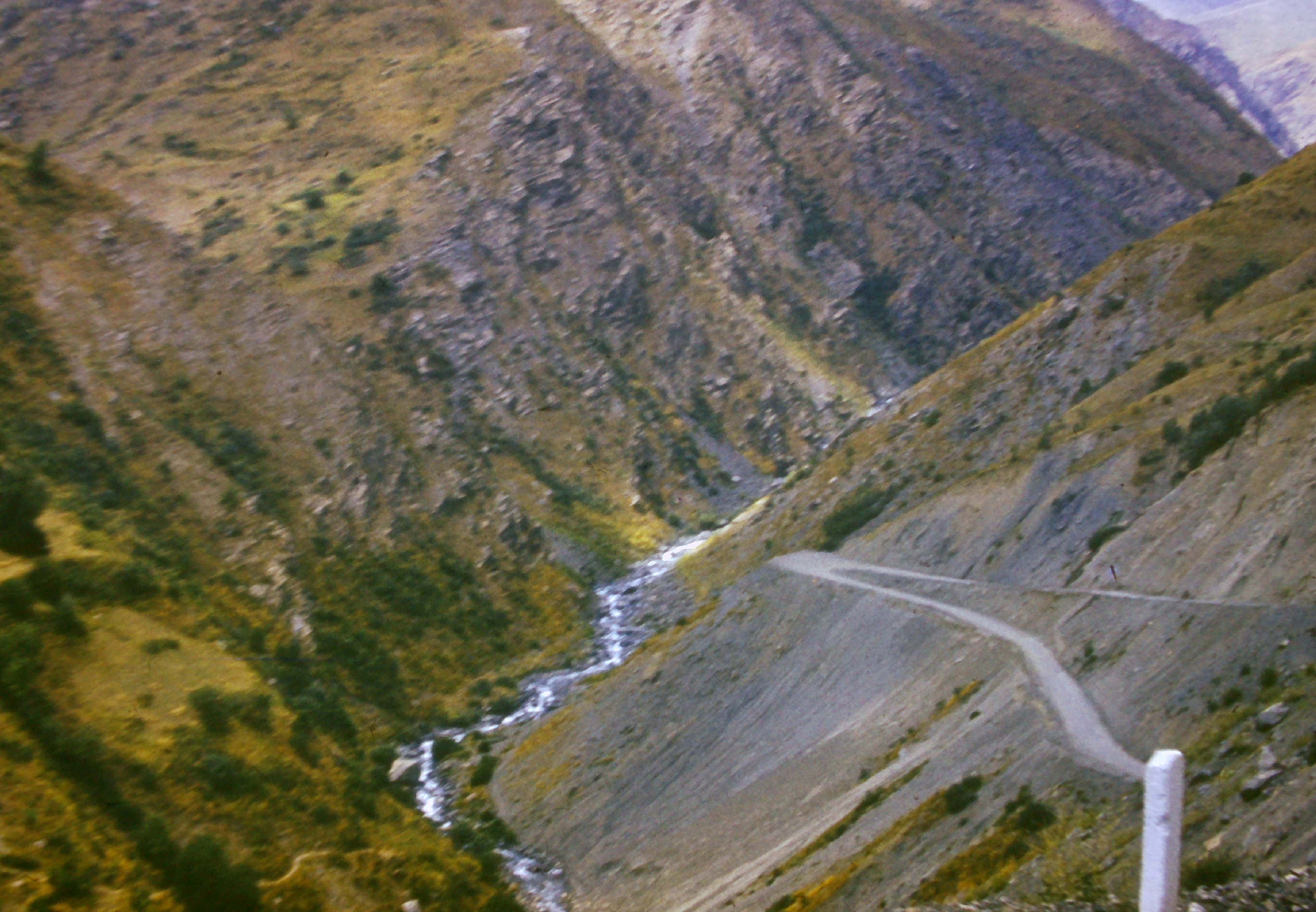
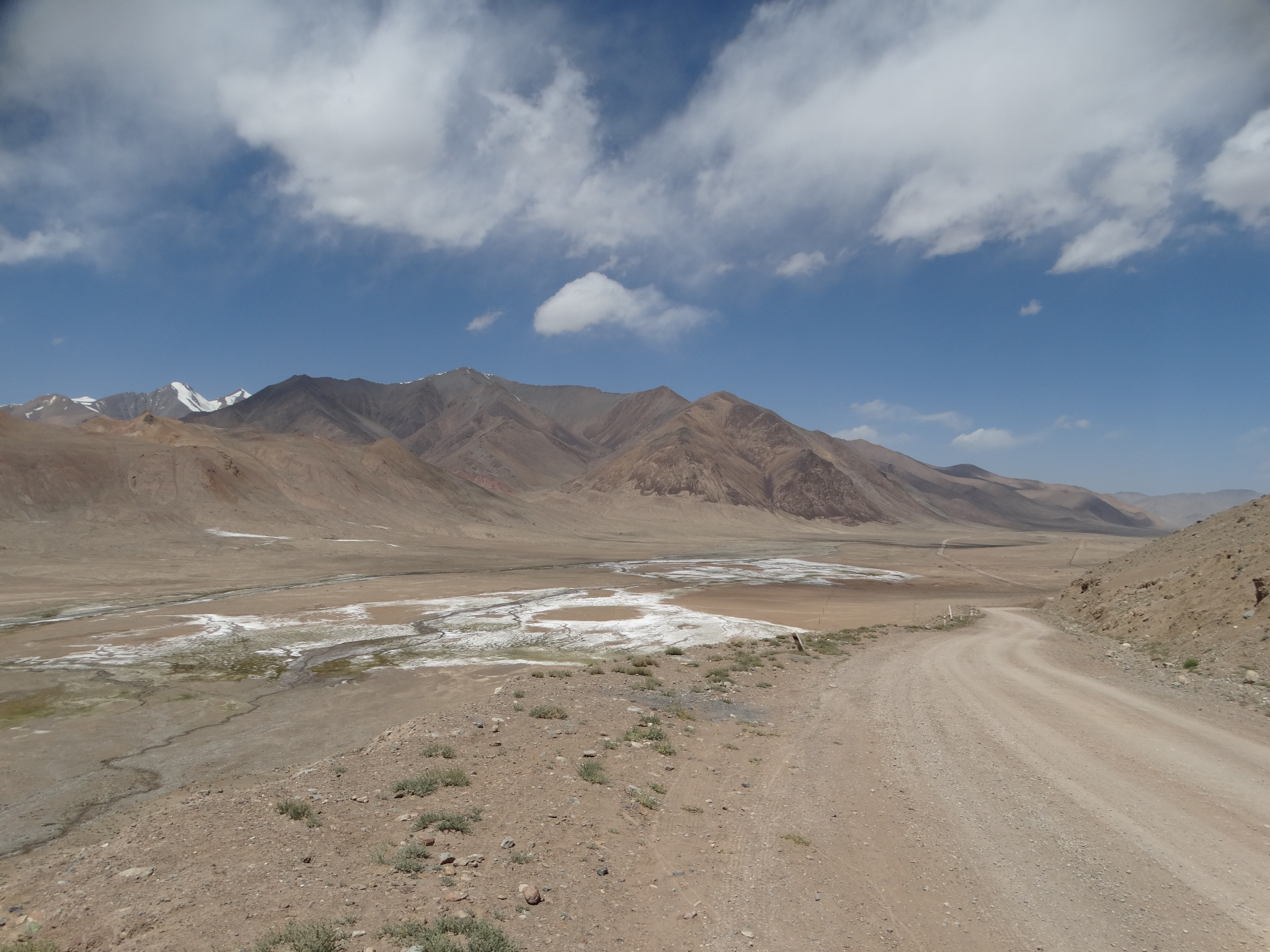
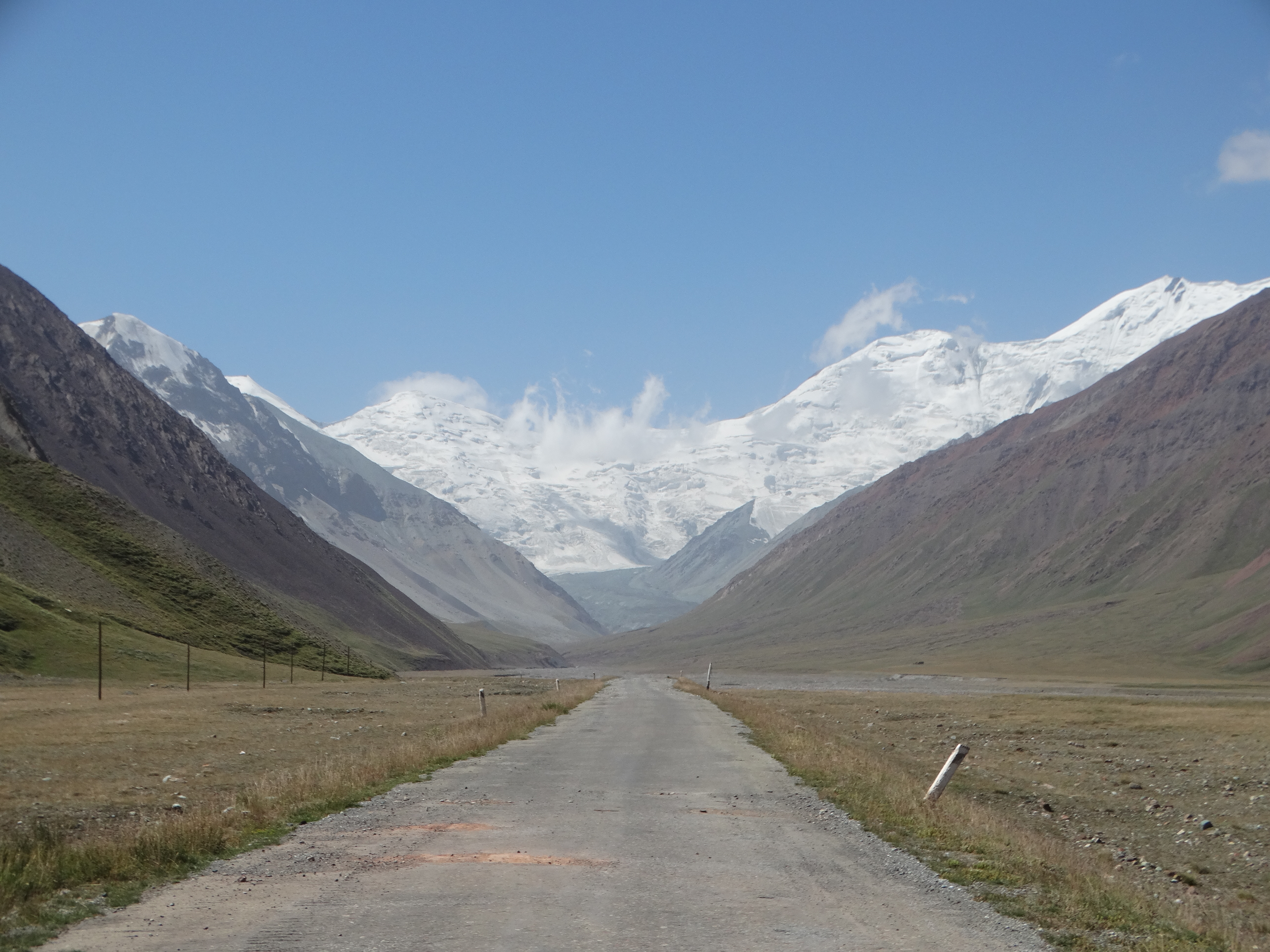
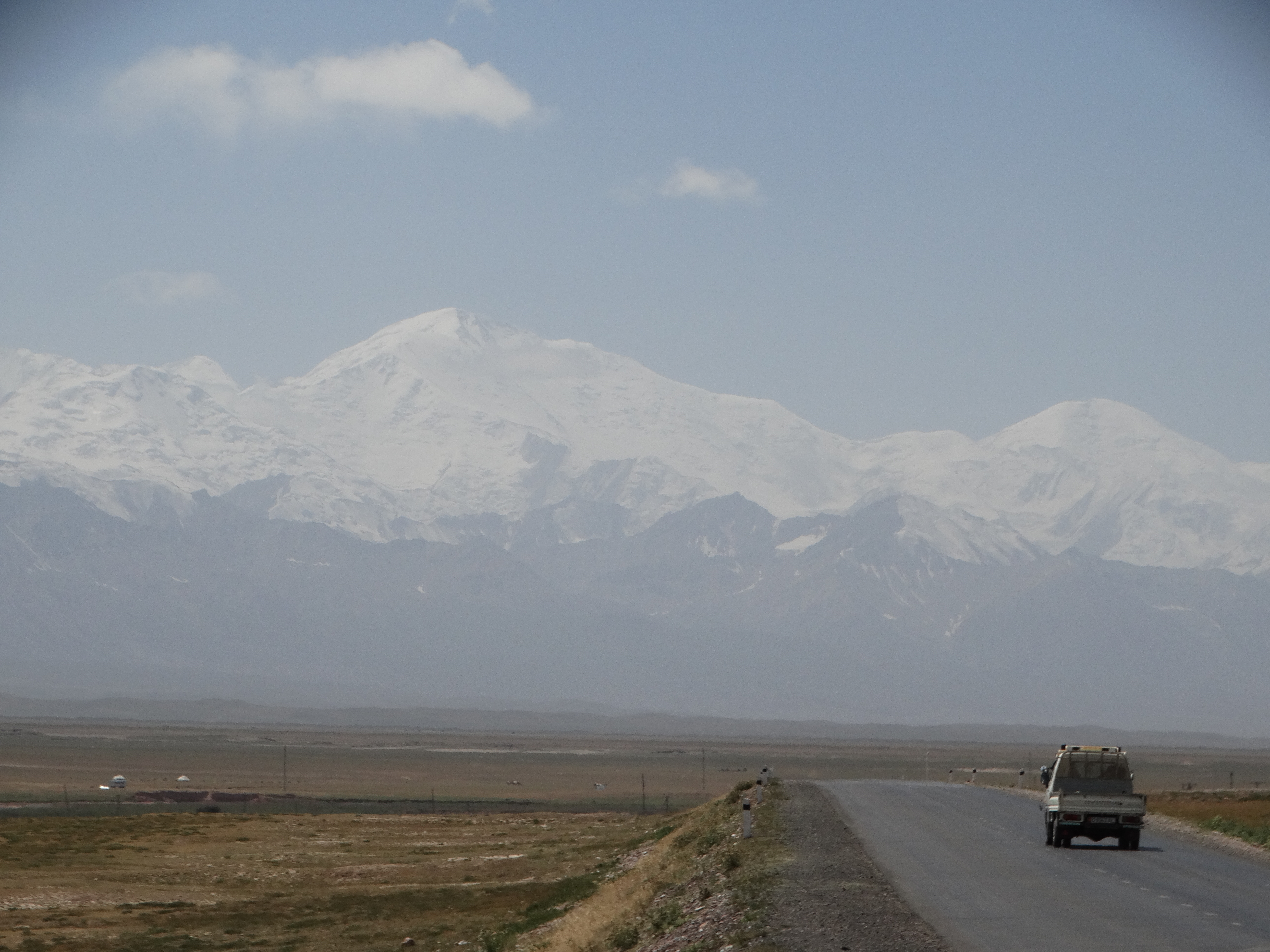